# 鬼宿星團

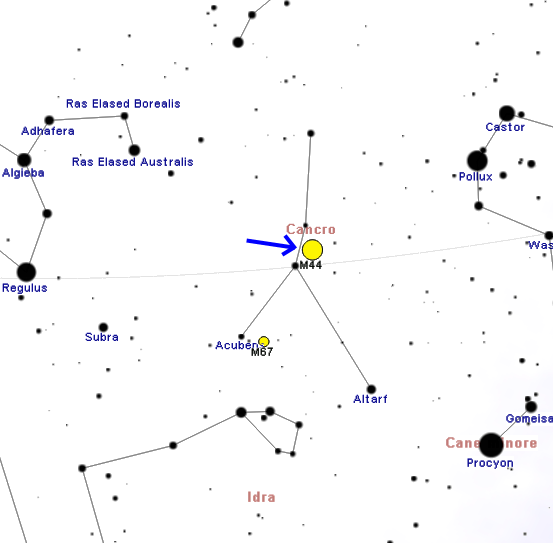
顯示M44在巨蟹座中位置的星圖。

鬼宿星團也稱為蜂巢星團（英語：Beehive Cluster）、M44、NGC 2632、或Cr 189、拉丁語中的「馬槽」、「嬰兒床」Praesepe。它是在巨蟹座的一個疏散星團。它是最靠近地球的疏散星團之一，包含的恆星數量比附近其它明亮的疏散星團多，大約有1,000顆恆星。在黑暗的天空下，鬼宿星團在肉眼看來就像一個小的斑塊，因此自古以來就為人所知。古代的天文學家托勒密將其描述為「巨蟹座胸口中的一個模糊團塊」，中國稱他為「積尸氣」。它也是伽利略用他的望遠鏡研究的第一批天體之一。與畢宿星團一致的年齡和自行，表明它們可能具有相似的起源。這兩個星團還包含紅巨星和白矮星，以及許多主序列恆星，這代表已經在恆星演化的後期階段。
到鬼宿星團的距離通常被認為在160到187 秒差距（520–610 光年）之間， 但是鬼宿星團成員的依巴谷衛星視差修訂版（2009年）和最新的紅外顏色-光度圖傾向於182秒差距的距離。更好的年齡估計約為 6 億年。（相比之下，畢宿星團大約有 6.25 億年）。明亮的內星團核心直徑約為7.0秒差距（23 光年）。
該星團的視直徑為1.5°，很適合雙筒望遠鏡或低倍小型望遠鏡的視野。軒轅十四、北河二和北河三都是尋找鬼宿星團的導引星

## 歷史
1609年，伽利略首次用望遠鏡觀測鬼宿星團，並將其分解為40顆恆星。 1769年，梅西耶在精確的測量它在天空中的位置後，將它加入他的著名目錄中。大多數的梅西耶天體都是黯淡而且容易與彗星混淆的天體，但是獵戶座大星雲（M42，M43）、昴宿星團（M45）和鬼宿星團（M44）也在目錄中，實在令人好奇。一種可能性是梅西耶想超越它的競爭對手，拉卡伊。因為後者在1755年的星表已經包含42個天體，所以他添加了這些著名的明亮天體來擴充他的星表。1894年，格丁根天文台的台長，威廉·舒爾繪製了該星團的星圖。

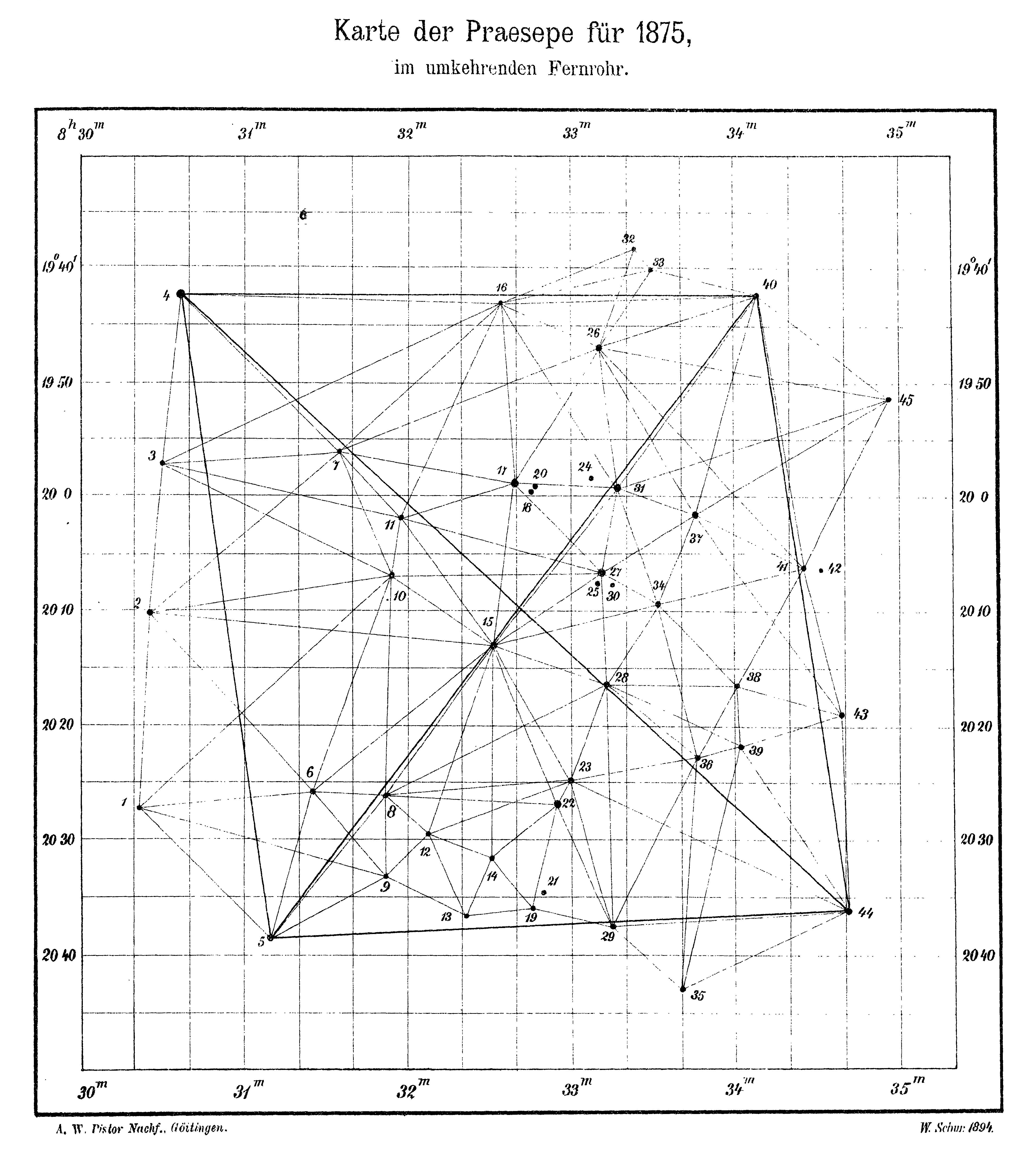
威廉·舒爾於1894年繪製的鬼宿星團星圖。

 古代希臘人與羅馬人將鬼宿星團視為2隻驢子的食槽，相鄰的鬼宿三（巨蟹座γ星）及鬼宿四（巨蟹座δ星）則代表這2隻驢子，牠們也是戴奧尼索斯與西勒諾斯（Silenus）踏上討伐泰坦旅途上的坐騎。
喜帕恰斯（西元前130年）在他的星表中稱這個星團是「小小的雲」（「Nephelion」）。托勒密的天文學大成中包括7個「星雲」（其中4個是真實的星雲），鬼宿星團即為其中之一)，將其描述為「巨蟹胸部的星雲狀腫塊」。亞拉（西元前260-270年）在他的詩歌《Phainomena》中描述這個星團為像「小霧」（或「Achlus」）。
1603年，約翰·拜耳在他的圖集《測天圖》上將該星團顯示為一顆星雲狀恆星，並將其標記為ε。這個標示現在專門用於星團中最亮的恆星巨蟹座ε，其星等為6.29。
在中國，這個模糊的斑塊位於28宿的第23宿，鬼宿。28宿是國古天文學使用的星空劃分，類似於黃道星座。中國古代的天文學家認為這是魂魄或魔鬼乘坐的馬車，而其外觀如同柳絮與其種子般飄逸，柔弱而沒有活力，因此被稱為帶有些許禪意的「積尸氣」；它也會被簡稱為「積尸」（累積的屍體）。

## 組織和成分
像許多各種各樣的星團一樣，鬼宿星團也經歷過質量層化。這意味著明亮的大質量恆星集中在星團的核心，而較暗和質量較小的恆星則填充在其暈（有時稱為「冕」）中。該星團的核心半徑估計為3.5秒差距（11.4光年）；其半質量半徑約為3.9秒差距（12.7光年）；其潮汐半徑約為12秒差距（39光年）。然而，潮汐半徑還包括許多僅僅「穿過」而不是星團「真正」成員的恆星。

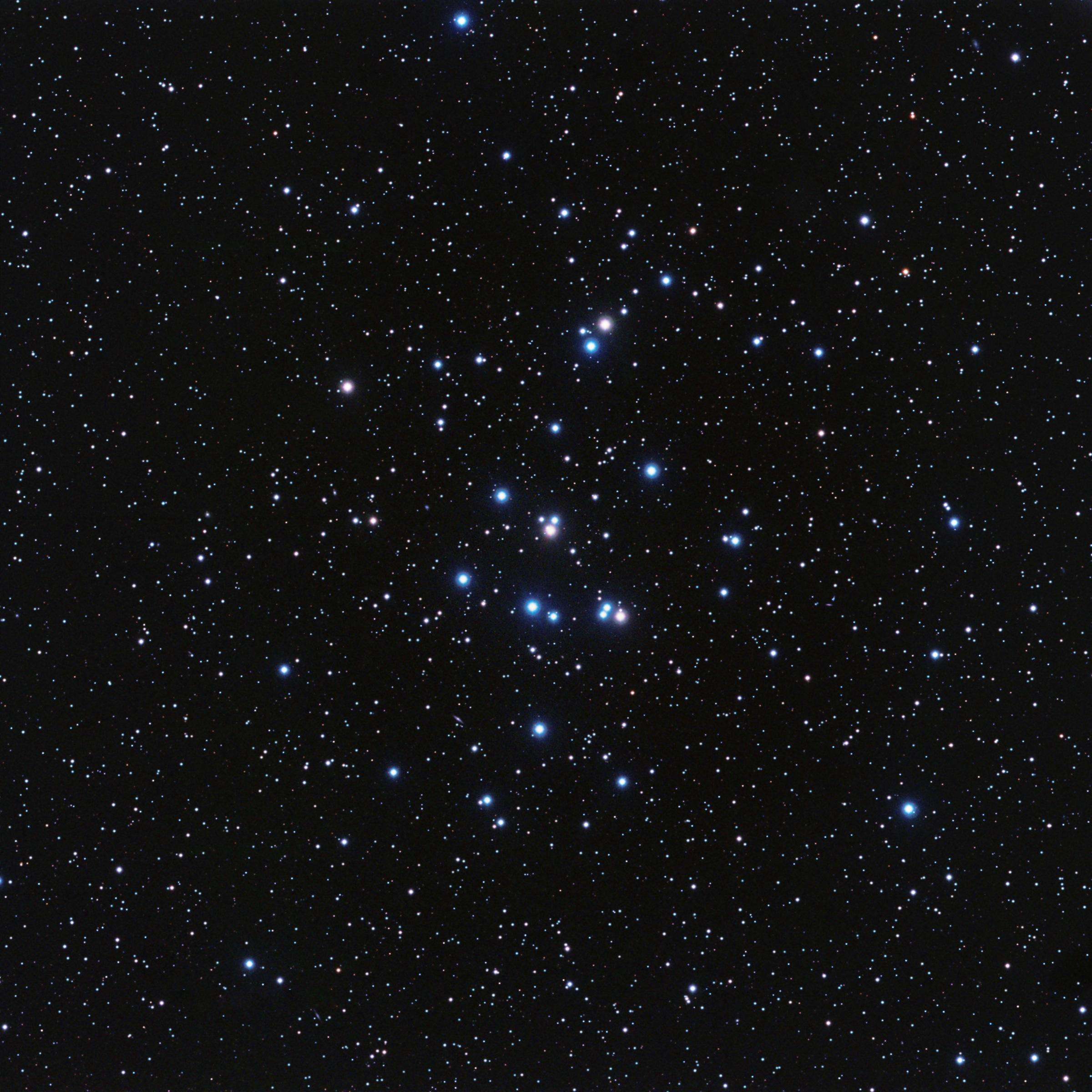
鬼宿星團的廣角影像。

該星團總共包含至少1,000顆受引力束縛的恆星，總質量約為500-600太陽質量。最近的一項調查統計了1,010個高概率成員，其中68%是M矮星，30%是光譜類別F、G和K的類日恆星，約2%是光譜類別A的明亮恆星。此外，還有五顆巨星，其中四顆光譜等級為K0 III，第五顆為G0 III。
到目前為止，已經確定了11顆白矮星，代表了該星團最大質量恆星的最後進化階段，這些恆星最初屬於光譜類型B。然而，棕矮星在這個星團中很少見，可能是因為它們被暈上的潮汐剝離而消失了。在AD 3116的食聯星系統中發現了一顆棕矮星。
該星團的視覺亮度為3.7等。它最亮的恆星是藍白色的，星等為6至6.5等。積尸增二（巨蟹座42）是已確認的成員。

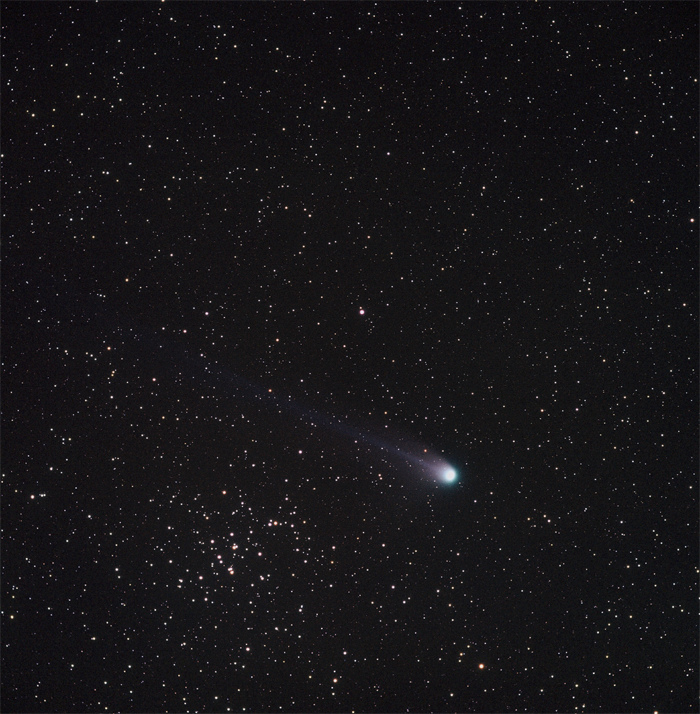
靠近鬼宿星團的彗星C/2001 Q4（NEAT）

## 行星
2012年9月，在蜂巢星團中發現了兩顆圍繞不同恆星運行的行星。這一發現具有重要意義，因為它是第一顆被探測到像地球的太陽：圍繞位於星團中的恒星運行的行星。
行星已被命名為Pr0201 b和Pr0211 b。它們名稱末尾的「b」表示這些天體是行星。發現的這兩顆行星都是熱木星，是巨大的氣態巨行星，與太陽系的行星木星不同，它們的軌道非常靠近母恒星。
由山姆·奎因（英語：Sam Quinn）作為第一作者撰寫，以信函的形式描述行星發現的公告發表在《天文物理期刊》。奎因的團隊與哈佛-史密松天體物理中心的大衛·萊瑟姆（英語：David Latham）合作，使用史密松天體物理台的弗雷德·勞倫斯·惠普爾天文台。
2016年，進一步的觀測發現了Pr0211系統中的第二顆行星Pr0211 c。這使得Pr0211成為在疏散星團中發現的第一個多行星系統。
克卜勒太空望遠鏡在其K2任務中，發現了更多圍繞蜂巢星團中恒星的行星。這些恆星是K2-95、K2-100、K2-101、K2-102、K2-103、和K2-104。每個恆星系都有一顆行星，而 K2-264有一個雙行星系統。

## 外部連結
- M44 Photo detail Dark Atmospheres （页面存档备份，存于）
- Messier 44, SEDS Messier pages （页面存档备份，存于）
- NightSkyInfo.com – M44, the Beehive Cluster （页面存档备份，存于）
- NASA Astronomy Picture of the Day: M44: A Beehive of Stars (3 August 1998)
- WikiSky上关于The Beehive Cluster的内容：DSS2, SDSS, GALEX, IRAS, 氢α, X射线, 天文照片, 天图, 文章和图片
- Praesepe (M44) at Constellation Guide （页面存档备份，存于）